# Boris Grozdić
Boris Grozdić (serbisch-kyrillisch Борис Гроздић; * 7. Februar 1996 in Bačka Topola) ist ein serbisch-ungarischer Fußballspieler.

## Karriere

### Verein
Grozdić begann seine Karriere beim FK Hajduk Kula. Im November 2012 debütierte er für die Profis von Kula in der SuperLiga, als er am elften Spieltag der Saison 2012/13 gegen den FK Javor Ivanjica in der Nachspielzeit für Nenad Adamović eingewechselt wurde. Bis Saisonende kam er zu drei Einsätzen in der höchsten serbischen Spielklasse. Nach der Saison 2012/13 zog sich Kula vom Spielbetrieb zurück. Daraufhin wurde Grozdić für zwei Jahre nach Italien an die U-19-Mannschaft der US Palermo verliehen.
Zur Saison 2015/16 wechselte er zu Virtus Lanciano. Für Lanciano kam er ausschließlich für die U-19-Mannschaft zum Einsatz, stand allerdings auch einsatzlos mehrmals im Profikader. Zur Saison 2016/17 kehrte er nach Palermo zurück. Im Januar 2017 wechselte Grozdić nach Österreich zum viertklassigen Favoritner AC. In einem Jahr beim FavAC kam er zu 29 Einsätzen in der Wiener Stadtliga. Im Februar 2018 schloss er sich dem Regionalligisten FC Marchfeld Mannsdorf an. Für Mannsdorf kam er in zweieinhalb Spielzeiten zu 56 Einsätzen in der Regionalliga.
Zur Saison 2020/21 wechselte er zum Ligakonkurrenten SV Stripfing. In zwei Jahren kam er zu 19 Einsätzen für die Stripfinger. Zur Saison 2022/23 wechselte er weiter innerhalb der Liga zum SC Wiener Viktoria.

### Nationalmannschaft
Grozdić spielte 2012 für die serbische U-17-Auswahl.